# Euloge (évêque orthodoxe)
Pour les articles homonymes, voir Euloge.
Le métropolite Euloge (russe : Митрополит Евлогий), né Basile Séménovich Guéorguievsky (russe : Василий Семёнович Георгиевский) le 10 avril 1868 à Somovo et décédé le 8 août 1946 à Paris, est un évêque de l'Église orthodoxe russe.
Après avoir occupé les plus hautes fonctions ecclésiastiques en Russie jusqu'à la fin du tsarisme, Euloge a connu la captivité en 1918-1919 puis l'exil, d'abord en Serbie puis en France où il choisit de s'installer définitivement à partir de 1922. Il est à l'origine de la fondation de l'Archevêché des églises orthodoxes russes en Europe occidentale et de l'Institut de théologie orthodoxe Saint-Serge dont il sera le premier recteur de 1925 à sa mort en 1946.

## Biographie

### Enfance
Le métropolite Eulogue est né dans un village rural de l'oblast de Toula dans la partie européenne de la Russie, à environ 180 km au sud de Moscou. Son père était prêtre de campagne et lui donna le nom de Basile à son baptême. Dans ses récits autobiographiques, « il raconte comment, enfant, il aimait se tenir au kliros avec les chantres, et comment il regardait avec émerveillement et étonnement son père qui, derrière la cloison pour lui mystérieuse de lʼiconostase, se tenait seul devant lʼautel, en conversation directe avec Dieu ». Cinquième enfant de la famille , de constitution fragile, il est présenté encore nourrisson au starets Ambroise d'Optina, depuis canonisé, qui l'accompagnera comme un père spirituel durant toute son enfance et son adolescence.
La famille, nombreuse ,vit dans la pauvreté et dans la dépendance matérielle des paroissiens, la question des salaires de l'État pour le clergé n'ayant été soulevée que sous Alexandre III. Son mode de vie est « patriarcal et religieux ». Les règles du jeûne sont strictement respectées, les repas pris en silence et dans la prière. Dès son plus jeune âge, Basile suit son père dans les processions religieuses de Pâques, allant de village en village pour assurer les services de prière dans les maisons des paysans. Le métropolite souligne dans ses mémoires combien ces processions ont développé en lui son amour pour le culte qui « remplissait l'âme de poésie sacrée et de joie d'être avec les gens ». La nature qui l'entoure marque aussi profondément sa conscience d'enfant : « le sentiment ineffable de la beauté des champs, des près, de l'espace, bouleversait mon âme et l'emplissait de joie ». La famille possède un herbage et Basile participe activement aux travaux des champs et notamment de fenaison.
Pendant toute sa petite enfance, Basile vit avec les siens sans jamais s'en séparer, ne connaissant pas d'autre influence familiale si ce n'est celle, furtive, de son oncle, frère de sa mère, qui avait étudié au séminaire avec son père avant d'émigrer et de disparaître de leur vie.
Le père de Basile, qui lui a appris à lire et à écrire, l'envoie à l'âge de neuf ans à l'école ecclésiastique de Bélev, une ville voisine, où il est placé chez un diacre avec d'autres enfants. Chaque été, il rentre dans sa famille à Somovo et sa mère le conduit à cette occasion voir Ambroise à Optina. Dès sa neuvième année, le starets devient son confesseur et le restera jusqu'à sa mort. Premier de sa promotion, Basile obtient son diplôme de théologie à la fin de sa scolarité, à l'âge de 14 ans.

### Formation (1882-1892)
En cette année 1882, Basile entre au séminaire de Toula qu'il fréquente jusqu'à sa vingtième année. Les premières années, il s'y passionne pour la littérature russe et y découvre la philosophie, l'enseignement des matières théologiques théoriques n'intervenant qu'à partir de la cinquième année. Il s'enthousiasme pour le populisme social russe et il continue de visiter régulièrement Ambroise dont le ministère au service du peuple l'inspire durablement. Les deux dernières années de sa formation au séminaire développent en lui « une conception ecclésiale de l'existence ». Il sort diplômé du séminaire en 1888 mais hésite encore sur sa vocation. Malgré les réserves de sa mère qui voudrait le voir suivre les traces de son père, il décide de faire des études supérieures et entre à l'Académie de théologie de Moscou. Il y écrit une thèse sur saint Tikhon de Zadonsk, qu'il soutient avec succès en 1892. Dans ses mémoires, le métropolite Euloge indique que le travail mené sur sa maîtrise le « confirma définitivement dans (s)on désir de devenir moine et de suivre le même chemin que saint Tikhon de Zadonsk ».

### Emplois profanes (1892-1894)
Sorti de l'Académie, il exerce pendant six mois à Moscou l'activité de précepteur dans la famille Lopoukhine, Riche, cultivée, de tendance libérale, cette famille mène grand train et les dix enfants qu'elle compte étudient à la maison sous la houlette de différents enseignants. Les Lopoukhine accueillent le jeune précepteur à leur table, le mêlent à leurs conversations sur les questions sociales et politiques de la Russie mais aussi sur les évènements politiques européens dont ils sont bien informés. Basile y lit notamment le quotidien français qu'ils se font livrer et rencontre dans leurs salons des personnalités éminentes, telles Léon Tolstoï, Nikolay Vasilevich Davydov, le prince Gueorgui Lvov ou encore Mikhaïl Alexandrovitch Stakhovich. Basile mène alors une vie confortable et prospère qui lui fait craindre de dévier de chemin.
Le 12 mars 1893, il est nommé inspecteur adjoint de l'école diocésaine d'Efrémov où il développe ses qualités de pédagogue puis professeur de grec au séminaire de Toula le 29 décembre 1894.

### Ministères en Russie (1895- 1918)

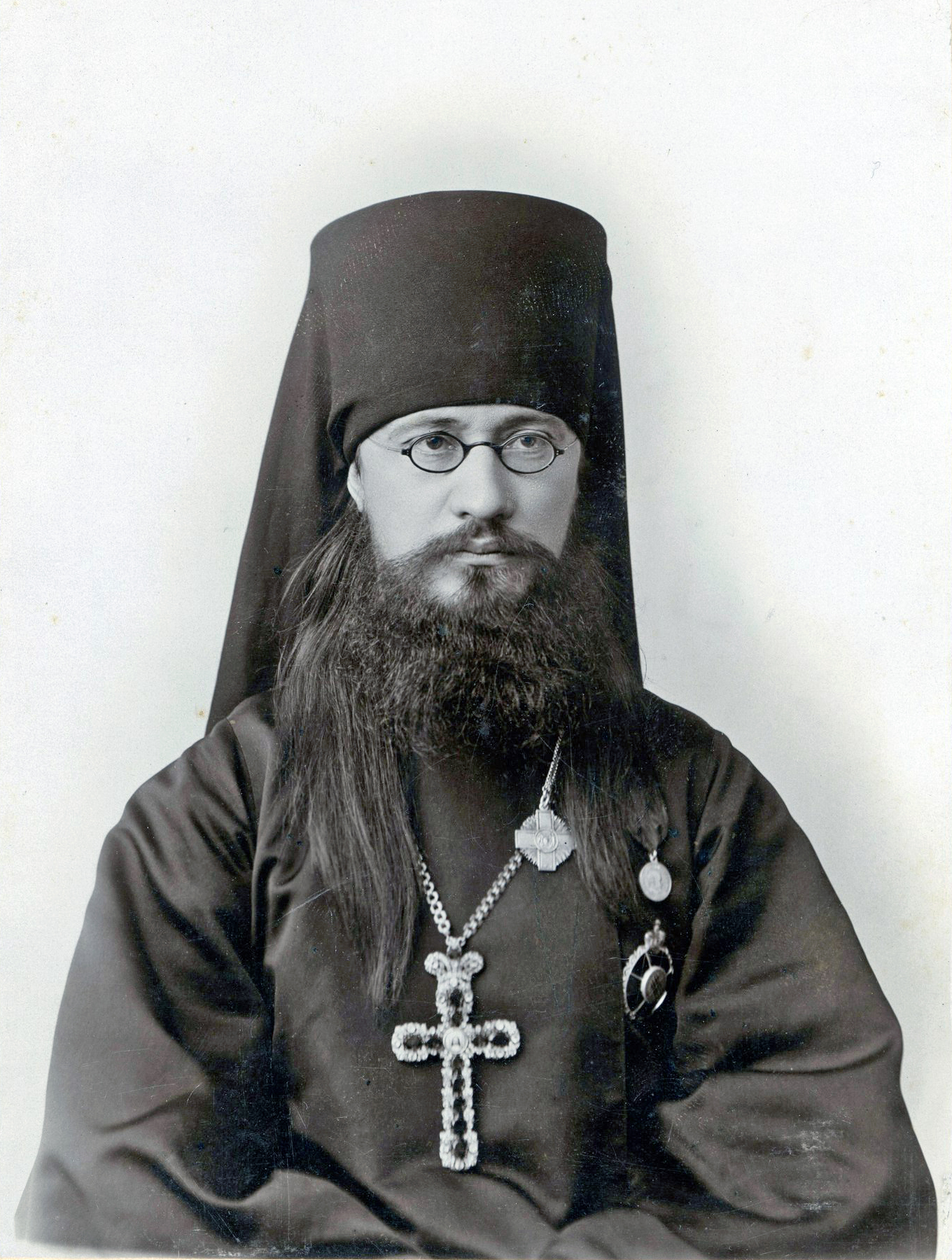
Euloge dans ses jeunes années (cliché pris entre 1897 et 1902)

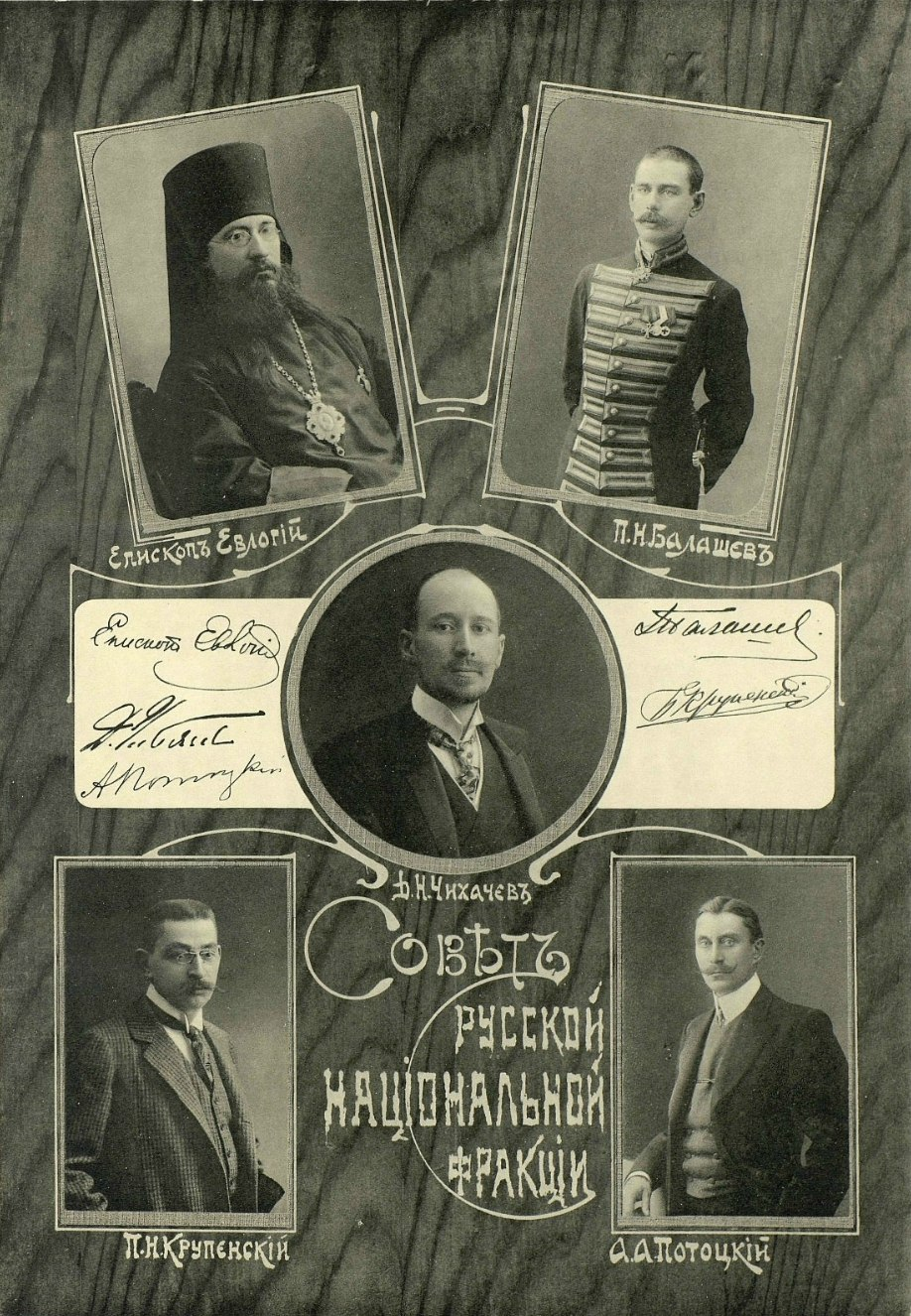
Troisième Douma d'Etat, l'Union nationale panrusse (VNS) avec Chikhachev, P. N. Balashev, P. N. Krupensky, A. A. Pototsky.

Après un bref séjour d'un mois au monastère de la Mère de Dieu de Chtcheglovsk, il reçoit la tonsure monastique de l'évêque Irénée sous le nom d'Euloge le 3 février 1895, à l’âge de 27 ans . Deux jours après, il est ordonné diacre et le 12 février, il est ordonné prêtre. Il retourne au séminaire de Toula pour y enseigner jusqu'à sa nomination, le 5 août, en tant qu'inspecteur au séminaire de Vladimir. Deux ans plus tard, en 1897, il est nommé recteur du séminaire de Kholm en Pologne (alors sous domination russe) et est élevé au rang d'archimandrite.
Le 12 janvier 1903, Euloge est sacré évêque de Lublin, vicaire du diocèse de Kholm-Varsovie par l'archevêque Jérôme (Ekziemplarski). Il est le premier évêque à avoir été sacré à Kholm devant l'icône miraculeuse de la Mère de Dieu exposée à la cathédrale. En 1905, les vicariats de Lublin et Sedlets sont réunis en un seul diocèse dont Euloge est l'évêque. En 1906, Euloge intervient à la demande d'une délégation de la population juive afin d'éviter un pogrom à Kholm.
En 1907, il est élu député de la province de Kholm à la deuxième Douma d'État de l'Empire, puis réélu à la troisième Douma. Il y rejoint alors le groupe des monarchistes-nationalistes. Ayant réussi à obtenir un statut administratif pour cette province ainsi que son intégration à la Russie, Euloge est élevé à la dignité d'archevêque en 1912.
A la veille de la Première Guerre mondiale, en mai 1914, il est nommé au siège de Volhynie à Jytomyr. Il y organise les secours aux blessés du front tout proche, en transformant les hôpitaux du séminaire théologique et un certain nombre d'écoles en infirmeries. D'août 1914 à février 1917, Euloge se rend plusieurs fois sur le front pour soutenir les troupes russes. Lors de l'occupation de la Galicie, il est désigné pour administrer les paroisses orthodoxes des territoires sous administration russe, avec pour centre Lvov. Dès le lendemain de la Révolution de Février, il subit des persécutions, est traité de Cent-Noirs et de suppôt de l'ancien régime. Il garde toutefois son siège épiscopal à la demande du premier Congrès diocésain libre du clergé de Volhynie. Durant l'été 1917, il participe, avec six autres évêques élus, aux travaux de la commission préconciliaire puis, à partir du 15 août, au Concile local de l'Eglise orthodoxe russe à Moscou.  Il lui est confié la présidence de la section du service divin, de la prédication et de l'art religieux. Son projet de réforme du service divin n'est cependant pas approuvé par le métropolite Tikhon (Belavine). Le 13 novembre, il célèbre dans l'église de l'Ascension les funérailles des cadets défenseurs du Gouvernement provisoire, morts lors des journées d'octobre. Le 7 décembre 1917, il est élu membre du Saint-Synode.
Le 4 décembre 1918, alors qu'il se trouve à Kiev (qui est occupée par les Allemands) pour participer au Concile de l'Eglise d'Ukraine avec le métropolite Antoine (Khrapovitsky), il est arrêté par les séparatistes de Symon Pétlioura,

### Captivité (décembre 1918 - août 1919)
Les deux prisonniers sont transférés par les indépendantistes dans le monastère uniate de Boutchatch en Galicie, puis à Lvov par les troupes polonaises et enfin à Bielany dans un monastère catholique près de Cracovie. Leur captivité dure neuf mois. Dans ses mémoires, Euloge considère cette période de rupture dans sa vie comme salutaire : « D'un point de vue spirituel, la captivité m'a apporté un bénéfice incontestable. Dans la cellule, dans le silence et la solitude, j'ai beaucoup réfléchi, j'ai regardé mon passé d'un œil critique, j'ai trouvé des défauts, des erreurs, des péchés. Les passe-temps politiques, les tensions terrestres, la frénésie de la lutte politique, tout cela s'éloignait de Dieu ». Cette épreuve lui donnera une vision plus haute de sa vocation qui l'aidera dans l'exil de la deuxième partie de sa vie.

### Ministères en France (de 1920 à sa mort)
La libération d'Euloge et de son compagnon d'infortune, le métropolite ukrainien Antoine (Khrapovitsky), intervient grâce à la médiation du gouvernement Clémenceau, alerté de leur situation par l'attaché français en poste à Lvov que l'archevêque avait eu l'occasion de rencontrer au début du premier conflit mondial. Euloge rejoint le sud de la Russie en passant par la Roumanie et Constantinople. Inquiet de l'avancée de l'Armée rouge, il prend conscience qu'il ne peut regagner son siège épiscopal de Volhynie et se résout à l'exil. Il embarque au port de Novorossiïsk le 16 janvier 1920 et émigre dans un premier temps en Serbie en passant par la Grèce. Il y est accueilli par le roi Alexandre Ier. Après avoir passé l'été au monastère de Grgeteg, l'archevêque Euloge se consacre à l'enseignement à l'institut des jeunes-filles du Don, évacué à Bela Crkva.
En avril 1921, Euloge est nommé à la direction des paroisses orthodoxes russes en Europe occidentale par le patriarche Tikhon de Moscou. De son côté, le métropolite Benjamin de Petrograd lui transmet sa juridiction sur les paroisses qui dépendaient de la métropolie de Saint-Pétersbourg. En 1922, Euloge est élevé à la dignité de métropolite.

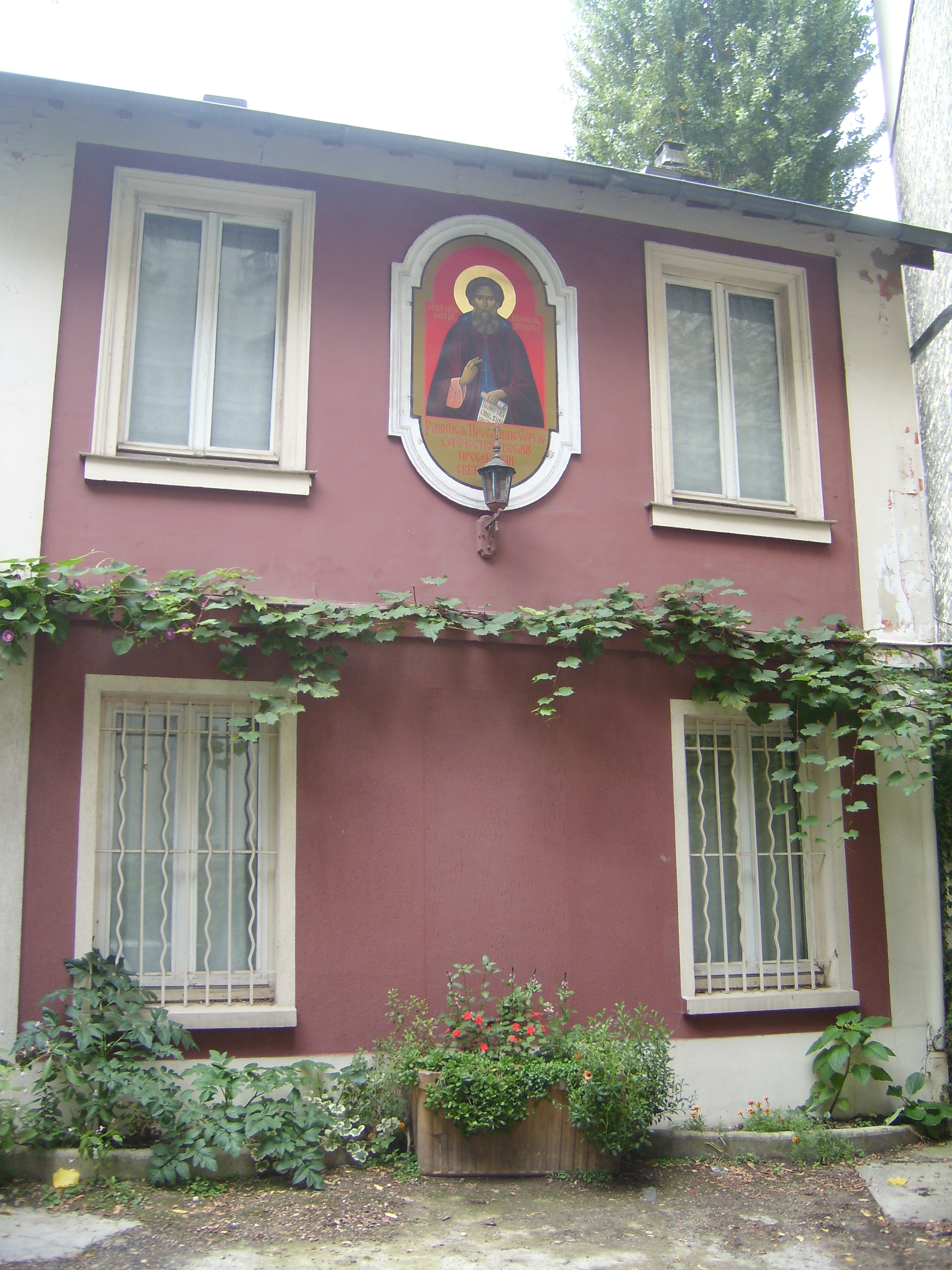
Institut Saint-Serge fondé en 1925 par Euloge.

Après avoir vécu quelque temps à Berlin, Euloge s'installe à Paris à l'automne 1922 pour organiser l'administration diocésaine. L'église Saint-Alexandre-Nevsky est alors érigée en cathédrale. Il fonde en 1925 l'Institut Saint-Serge pour former les prêtres réclamés par les paroisses des émigrés russes en Europe occidentale. Il en maintient et défend la liberté académique jusqu'à sa mort. Selon les données diocésaines des années 1928-1938, le métropolite a sous sa gestion plus de 110 paroisses ou communautés russes. Elles se situent au Maroc, en Italie à Florence, en Finlande, en Angleterre, en Hollande, en Allemagne, en Tchécoslovaquie et surtout en France qui en compte plus de 70.
En 1927, Euloge est accusé par le patriarcat moscovite de prendre des positions contre-révolutionnaires, notamment en accordant les funérailles religieuses aux Russes blancs. Il est alors demandé au clergé de l'émigration un engagement de loyauté envers le régime soviétique. Euloge assure les autorités de son apolitisme, tout en déclarant ne pouvoir être lié à un état dont il n'est pas le citoyen. Le conflit dégénère et Euloge est sommé de se démettre. Le métropolite en appelle au patriarche œcuménique Photius II qu'il rencontre à Constantinople. Photius le soutient et le prend sous son obédience dans le cadre d'un exarchat provisoire pour les paroisses russes en Europe occidentale.
À partir de 1939, la santé d'Euloge se détériore et il passe toute la seconde guerre mondiale à Paris. Au début des hostilités, il refuse de fermer l'Institut Saint-Serge malgré les difficultés notamment financières et veille à ce que la rentrée scolaire ait lieu avec un nombre réduit en professeurs et élèves non mobilisables. Ne pouvant plus se rendre tous les mardis au Conseil des professeurs, il fait instituer la fonction de doyen. Durant l'Occupation, ni les cours ni les offices ne seront interrompus. Le métropolite prend position pendant la Grande Guerre patriotique et reçoit à ce titre un passeport soviétique en 1945. A l'issue du conflit, il tente un rapprochement avec le nouveau patriarche de Moscou, Alexis Ier, qui lui envoie une délégation en septembre 1945. Cependant le clergé de l'émigration est peu favorable à cette démarche que le patriarche de Constantinople tarde à accepter.

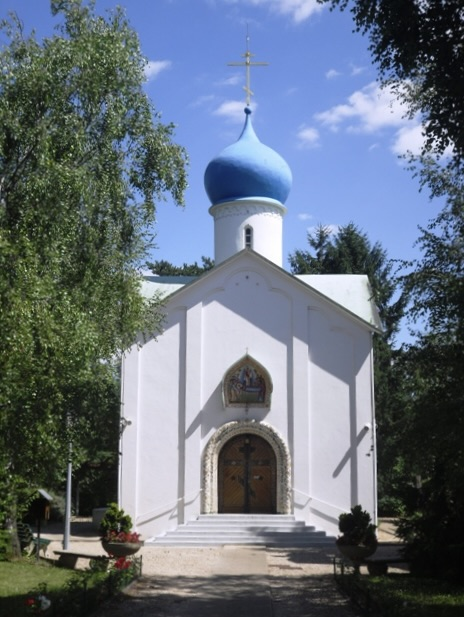
Eglise Notre-Dame de la Dormition, lieu de sépulture d'Euloge.

Euloge meurt le 8 août 1946 dans son logement de la rue Daru à Paris. Ses funérailles ont lieu le 12 août, sous la présidence du métropolite Grégoire (Tchoukov) de Léningrad. Selon son vœu, il est inhumé dans la crypte de l'Église Notre-Dame-de-la-Dormition de Sainte-Geneviève-des-Bois qu'il avait consacrée en 1939.

## Distinctions
Euloge est récipiendaire de l'Ordre de Saint-Vladimir 3e degré (1904), de l'Ordre de Sainte-Anne 1er degré (1908), de Saint-Vladimir 2e degré (1911) et décoré des insignes de la Croix-Rouge russe (1924) et serbe. Il est aussi récipiendaire de l'Ordre de Saint-Sava 1erdegré (1936).
En 1943, il reçoit un doctorat honoris causa de l'Institut Saint-Serge dont il fut le premier recteur.

## Autres activités
Euloge était
- membre du conseil de la Société de la Croix-Rouge russe en Allemagne depuis 1921
- membre honoraire de la Société des étudiants russes pour le renforcement de la culture slave depuis 1923
- membre du Comité de Paris de l'Organisation de la Croix-Rouge russe pour les réfugiés depuis 1924
- président honoraire du comité d'assistance sociale aux émigrés russes de 1924 à 1940
- membre titulaire du Groupe académique russe depuis 1927[4].

## Œuvres
Mis à part sa thèse St Tikhon Zadonski. Sa vie et son œuvre (1724-1783) soutenue en 1892, Euloge n'a pas laissé d'œuvres écrites comme des traités théologiques ou des recueils de prédications. Pour reprendre l'expression du professeur Antoine Nivière, « son œuvre, cʼest sa vie elle-même et tout ce que le
métropolite a construit durant cette vie ».
Toutefois, à partir de 1935 et pendant trois années, le métropolite Euloge a raconté l'histoire de sa vie et de sa pensée à Tatiana Manoukhina, réalisant ainsi son autobiographie. Selon un protocole mis en place dès les premières rencontres qui avaient lieu tous les lundis, Eulogue racontait puis relisait, complétait et approuvait la semaine suivante le texte mis en forme dans l'intervalle. Conformément à son souhait, ces mémoires n'ont été rendues publiques qu'après sa mort en 1947. Elles ont été écrites en russe puis traduites en français en 2005 par l'archiprêtre Pierre Tchesnakoff et éditées par les Presses Saint-Serge.
Pendant sa captivité, Euloge a rédigé des carnets sous forme manuscrite. Ces documents autobiographiques ont été en partie sauvegardés.

## Hommages et commémorations
En 1993, à l'occasion du 125e anniversaire de la naissance d'Euloge, le Journal du Patriarcat de Moscou a consacré son 11e numéro au métropolite sur le thème « Au sein de la patrie et en exil ».
Le 7 octobre 2006, une journée commémorative marquant le 60e anniversaire de la mort d'Euloge a été organisée par l'Institut Saint-Serge à Paris. Cette journée a été précédée le 6 août par une liturgie et une panikhide célébrées dans l’église de la Dormition à Sainte-Geneviève-des-Bois où repose le métropolite ainsi qu’en la cathédrale Saint-Alexandre-Nevsky, à Paris. Dans le même cadre, un colloque s'est tenu à Moscou le 1er décembre 2006 sur le thème « Chemin et héritage du métropolite Euloge ». Toujours dans le cadre de cette commémoration, une lettre spéciale a été écrite par le métropolite de Varsovie et de toute la Pologne, Sabas, dans laquelle les activités d'Euloge pour l'orthodoxie dans la région de Lublin ont été soulignées.
Lors de sa 18e assemblée générale qui s'est tenue au collège des Bernardins à Paris, du 21 au 24 juin 2011, l'Assemblée interdépartementale des orthodoxes a dressé un historique de la fondation de l'Institut Saint-Serge qui a donné lieu à un hommage au métropolite Euloge et à son rôle dans son apport à la théologie orthodoxe.
Dans sa 11e édition, l'émission L'Orthodoxie, ici et maintenant a présenté l'histoire de l'archevêché des églises orthodoxes russes en Europe occidentale et dressé un portrait de la figure fondatrice du métropolite. Cette émission a été diffusée sur KTO le 26 novembre 2013.